# Patrycja Markowska
Patrycja Markowska (ur. 21 grudnia 1979 w Warszawie) – polska piosenkarka i autorka tekstów.
Laureatka konkursu telewizyjnego Odkrywamy talenty w 1994. Wydała dziewięć albumów studyjnych: Będę silna (2001), Mój czas (2003), Nie zatrzyma nikt (2005), Świat się pomylił (2007), Patrycja Markowska (2010), Alter Ego, (2013), Krótka płyta o miłości (2017), Droga (2019; nagrana z Grzegorzem Markowskim) i Wilczy pęd (2022). Odebrała dwie platynowe płyty i jedną złotą. Wylansowała przeboje, jak: „Świat się pomylił”, „Jeszcze raz”, „Księżycowy”, „Hallo, hallo”, „Ostatni”, „Ocean”, „Lustro” i „Niepoprawna”.
Laureatka konkursu „Premier” na 44. Krajowym Festiwalu Piosenki Polskiej w Opolu (2007) i zdobywczyni Eska Music Award (2008). Była jurorką bądź uczestniczką kilku telewizyjnych programów rozrywkowych.

## Życiorys
W 1994 została jedną z laureatek konkursu Odkrywamy talenty organizowanego w programie Tęczowy Music Box. Uczęszczała do Szkoły Podstawowej nr 1 im. Olofa Palmego w Józefowie, a z koleżankami z klasy tworzyła zespół wokalny Gaudeamus.
3 grudnia 2001 wydała debiutancki album studyjny pt. Będę silna, który promowała singlami: „Opętanie”, „Drogi kolego” i „Musisz być pierwszy”, który nagrała w duecie z Marcinem Urbasiem. Za album była nominowana do nagrody Fryderyka w kategorii „Nowa twarz fonografii”. 16 października 2003 wydała album pt. Mój czas, który promowała singlami „Kameleon” i „Z twoich rąk”. Jesienią 2005 uczestniczyła w drugiej edycji programu rozrywkowego TVN Taniec z gwiazdami oraz wydała album pt. Nie zatrzyma nikt, który promowała singlami „Gdy zgasną światła” i „Cztery ściany”.

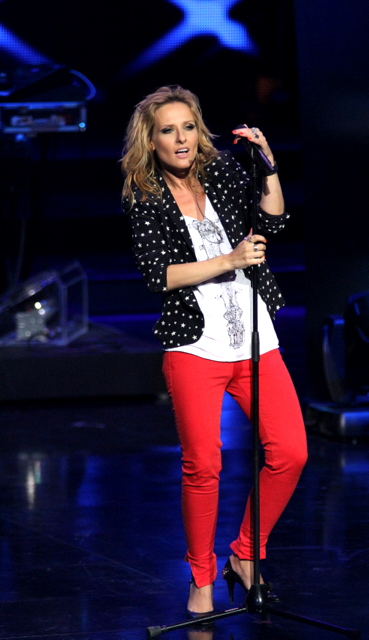
Markowska w Opolu (2008)

W czerwcu 2007 za wykonanie utworu „Świat się pomylił” zdobyła pierwszą nagrodę w konkursie „Premiery” oraz nagrodę dziennikarzy na 44. Krajowym Festiwalu Piosenki Polskiej w Opolu oraz wydała swój pierwszy album koncertowy pt. Patrycja Markowska Live, który zawierał nagrania zarejestrowane podczas jej koncertu w warszawskim klubie Stodoła. 1 października wydała czwarty album studyjny pt. Świat się pomylił, za którego wysoką sprzedaż odebrała certyfikat platynowej płyty. Płytę promowała m.in. tytułowym przebojem oraz piosenką „Jeszcze raz”, która została wykorzystana do promocji polskiej komedii romantycznej o tym samym tytule. W 2008 otrzymała statuetkę Eska Music Awards 2008 w kategorii Artystka roku, zagrała koncert przed Nelly Furtado w Poznaniu oraz wydała reedycję albumu pt. Świat się pomylił wzbogaconą o przebój „Deszcz”. W czerwcu 2009 zagrała koncert przed występem Lenny’ego Kravitza w Krakowie. 26 października 2010 wydała album pt. Patrycja Markowska, za którego sprzedaż kilka tygodni po premierze otrzymała certyfikat najpierw złotej płyty, a później platynowej. Płytę promowała singlami: „Księżycowy”, „Hallo, hallo”, „Ostatni”, „W hotelowych korytarzach” i „Tylko mnie nie strasz”. W teledysku do utworu „W hotelowych korytarzach” zagrał jej ówczesny partner życiowy, Jacek Kopczyński. Również w 2009 nagrała w duecie z Grzegorzem Markowskim piosenkę „Trzeba żyć” z albumu Perfectu pt. XXX.
W 2011 wystąpiła w koncercie „Telehitów” podczas 48. KFPP w Opolu. W 2013 była trenerką w drugiej edycji programu rozrywkowego TVP2 The Voice of Poland oraz wydała szósty album studyjny pt. Alter Ego, za którego sprzedaż otrzymała certyfikat złotej płyty. Album promowała tytułowym singlem oraz piosenkami „Dzień za dniem” i „Wielokropek”; do wszystkich piosenek zrealizowała teledyski. Ponadto wystąpiła podczas koncertu Lata ZET i Dwójki w Słubicach oraz zagrała jesienną trasę klubową promującą album Alter Ego obejmującą kilkanaście koncertów w Polsce oraz trzy koncerty dla Polonii na Wyspach Brytyjskich. W styczniu 2014 wydała „Ocean”, czwarty singiel z płyty, który nagrała w duecie z Arturem Gadowskim. W maju z piosenką „Dzień za dniem” wystąpiła podczas drugiego dnia festiwalu TOPtrendy 2014 w konkursie Największe Przeboje Roku z udziałem wykonawców, których piosenki były w ostatnim roku najczęściej granymi w stacjach radiowych. Tego samego dnia zasiadła w jury festiwalowego konkursu Trendy. Latem wystąpiła podczas koncertu Lato ZET i Dwójki w Zabrzu i wydała teledysk do „Nim się zamienisz w żart”, piątego singla z Alter Ego. W lutym 2015 zajęła 14. miejsce w plebiscycie radia RMF FM na artystę 25-lecia. 13 kwietnia wydała album koncertowy (CD+DVD) pt. Patrycja Markowska na żywo. Ponadto wystąpiła na festiwalach: Top Music Wembley na Wembley Arena w Londynie i Europejski Stadion Kultury w Rzeszowie (gdzie zaśpiewała w duecie z Tanita Tikaram), a także nagrała utwór „Między słowami” w duecie z Tomaszem Szczepanikiem na potrzeby albumu grupy Pectus pt. Kobiety. Pod koniec roku opublikowała teledysk do utworu „Nawigacja”, skomponowanego z okazji 10. edycji charytatywnego kalendarza „Dżentelmeni 2016”.

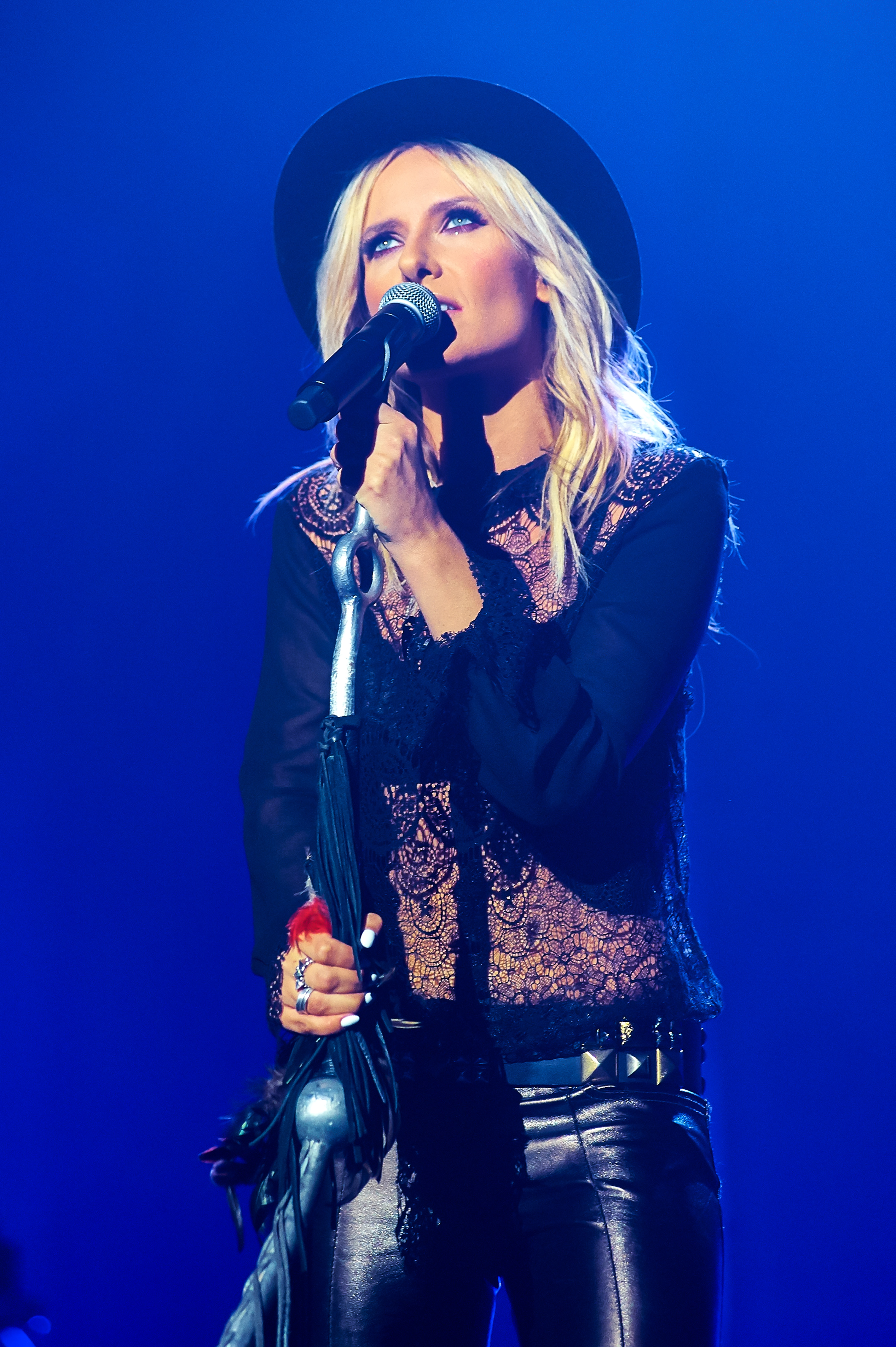
Markowska (2014)

2 czerwca 2017 wydała album pt. Krótka płyta o miłości, który zapowiadała teledyskami do utworów nagranych w duecie z innymi wykonawcami – „Wyznanie” (Leszek Możdżer), „Nie potrzeba mi nic więcej” (Grzegorz Skawiński), „Byś spojrzał na mnie” (Marek Dyjak) i „Bezustannie” (Ray Wilson). Singlami promującymi album były natomiast utwory: „Kochaina” i „Za nas dwoje”. Album zadebiutował na drugim miejscu listy OLiS, zostając najlepiej notowaną płytą w karierze Markowskiej. Teledysk do piosenki „Za nas dwoje” w kilka dni po premierze przekroczył milion wyświetleń w serwisie YouTube. Następne teledyski promujące album, nakręcone do piosenek „Czy przyjdzie wiosna” i „Lalka”, wypuściła w 2018. W tym samym roku była trenerką w dziewiątej edycji The Voice of Poland. 7 listopada 2018 wydała singiel „Na szczycie”, którym zapowiadała album pt. Droga nagrany w duecie z Grzegorzem Markowskim. Premiera płyty odbyła się 25 stycznia 2019, wraz z ojcem promowała go również singlami: „Lustro”, „Aż po horyzont”, „Echem zostawimy ślad” i „Coraz mniej”, do których zrealizowali teledyski. Również w styczniu odbyła się premiera albumu składu Hemp Gru pt. Eter, na którym Markowska zaśpiewała utwór „Mały wielki człowiek” z O.S.T.R.ym. 21 marca otrzymała nagrodę dla najlepszej wokalistki w plebiscycie „Płyty Rocku Antyradia 2018”. Pod koniec 2019 uczestniczyła w drugiej edycji programu rozrywkowego TVN Ameryka Express, który był emitowany w 2020. W tym samym roku wydała trzy premierowe utwory: „Niepoprawna” (nagrany z Maćkiem Wasio w czasie epidemii COVID-19; dotarł do pierwszych miejsc list przebojów m.in. w radiu RMF FM i radiu ZET), „W ramionach” (nagrany z Dawidem Dubajką) i „Pod wiatr”.
W 2022 wzięła udział w koncercie „Rockowe kobiety” i zagrała akustyczny koncert na festiwalu Olivia Stars. W tym samym roku wydała album pt. Wilczy pęd, który promowała tytułowym singlem i piosenkami: „Kieszenie” (nagranym z Grzegorzem Markowskim), „Na zakończenie dnia” (z Dawidem Karpiukiem), „Aż do rana” (z Robertem Gawlińskim) i „Bezczas”. Po premierze piosenki „Na zakończenie dnia” włączyła się w Akcję pomocy Ukrainie.
W kwietniu 2025 wydała album pt. Obłęd, na którym umieściła materiał utrzymany w elektroniczno-gitarowej stylistyce. Płytę promowała singlami: „Miłość, wiara, nadzieja”, „Karminowy”, „Obłęd” i „Ślady”. Z pierwszym z singli wystąpiła w konkursie Premier podczas 62. KFPP w Opolu, poza tym zaśpiewała w ramach festiwalowego koncertu SuperJedynki, podczas którego otrzymała SuperJedynkę za całokształt pracy artystycznej.

## Życie prywatne
Jest córką tancerki Krystyny Markowskiej i Grzegorza Markowskiego, wokalisty i lidera zespołu Perfect. Jej stryjem jest warszawski biskup Rafał Markowski.
W latach 2006–2022 pozostawała w nieformalnym związku z aktorem Jackiem Kopczyńskim. Ma z nim syna, Filipa Krystiana (ur. 9 stycznia 2008), z myślą o którym napisała piosenki „Forfifi” i „W kamiennej dżungli” z albumu Patrycja Markowska (2010). W 2024 poślubiła restauratora Tomasza Szczęsnego.
Była ambasadorką Światowych Dni Młodzieży 2016 w Krakowie.

## Dyskografia
Albumy studyjne
| 2001                                              | Będę silna - Wydany: 3 grudnia 2001 - Wydawca: Universal Music Polska - Format: CD, digital download              | –  |                        |                |
| 2003                                              | Mój czas - Wydany: 16 października 2003 - Wydawca: Universal Music Polska - Format: CD, digital download          | 38 |                        |                |
| 2005                                              | Nie zatrzyma nikt - Wydany: 17 października 2005 - Wydawca: Universal Music Polska - Format: CD, digital download | 17 |                        |                |
| 2007                                              | Świat się pomylił - Wydany: 1 października 2007 - Wydawca: EMI Music Poland - Format: CD, digital download        | 5  | - POL: platynowa płyta | - POL: 50 000+ |
| 2010                                              | Patrycja Markowska - Wydany: 26 października 2010 - Wydawca: EMI Music Poland - Format: CD, digital download      | 9  | - POL: platynowa płyta | - POL: 30 000+ |
| 2013                                              | Alter Ego - Wydany: 28 maja 2013 - Wydawca: EMI Music Poland - Format: CD, digital download                       | 9  | - POL: złota płyta     | - POL: 15 000+ |
| 2017                                              | Krótka płyta o miłości - Wydany: 2 czerwca 2017 - Wydawca: Warner Music Poland - Format: CD, digital download     | 2  |                        |                |
| 2019                                              | Droga (oraz Grzegorz Markowski) - Wydany: 25 stycznia 2019 - Wydawca: Agora - Format: CD, digital download        | 7  |                        |                |
| 2022                                              | Wilczy pęd - Wydany: 20 maja 2022 - Wydawca: Agora - Format: CD, digital download                                 | 19 |                        |                |
| 2025                                              | Obłęd - Wydany: 9 maja 2025 - Wydawca: Warner Music Poland - Format: CD, digital download, streaming              | 13 |                        |                |
| „–” oznacza, że album nie był notowany na liście. | |    |                        |                |

Albumy koncertowe
| 2007                                              | Patrycja Markowska Live - Wydany: 25 czerwca 2007 - Wydawca: Metal Mind Productions - Format: DVD             | –  |
| 2015                                              | Patrycja Markowska na żywo - Wydany: 13 kwietnia 2015 - Wydawca: J&J Music Art - Format: CD, digital download | 26 |
| „–” oznacza, że album nie był notowany na liście. | |    |

Single
| Rok                                             | Tytuł                                                             | Najwyższe pozycje na listach | Najwyższe pozycje na listach | Najwyższe pozycje na listach | Najwyższe pozycje na listach | Najwyższe pozycje na listach | Najwyższe pozycje na listach | Album                                  |
| Rok                                             | Tytuł                                                             | POL (airplay)                | POL (airplay nowości)        | RMF                          | SLiP                         | LP3                          | WiR                          | Album                                  |
| ----------------------------------------------- | ----------------------------------------------------------------- | ---------------------------- | ---------------------------- | ---------------------------- | ---------------------------- | ---------------------------- | ---------------------------- | -------------------------------------- |
| 2000                                            | „Musisz być pierwszy” (gościnnie: Marcin Urbaś)                   | –                            | –                            | –                            | 32                           | 16                           | 9                            | Będę silna                             |
| 2001                                            | „Drogi kolego”                                                    | –                            | –                            | 10                           | 70                           | –                            | 7                            | Będę silna                             |
| 2001                                            | „Eliksir życia”                                                   | –                            | –                            | –                            | –                            | –                            | –                            | Będę silna                             |
| 2001                                            | „Opętanie”                                                        | –                            | –                            | –                            | 70                           | –                            | –                            | Będę silna                             |
| 2003                                            | „Z twoich rąk”                                                    | –                            | –                            | –                            | –                            | –                            | –                            | Mój czas                               |
| 2003                                            | „Kameleon”                                                        | –                            | –                            | –                            | –                            | 39                           | 12                           | Mój czas                               |
| 2004                                            | „Tak o mnie walcz”                                                | –                            | –                            | 12                           | –                            | –                            | –                            | Nie zatrzyma nikt                      |
| 2005                                            | „Gdy zgasną światła”                                              | –                            | –                            | 3                            | 10                           | 11                           | –                            | Nie zatrzyma nikt                      |
| 2005                                            | „Nie zatrzyma nikt” (gościnnie: Grzegorz Markowski)               | –                            | –                            | 5                            | 8                            | –                            | 3                            | Nie zatrzyma nikt                      |
| 2005                                            | „4 ściany” (gościnnie: Sycha)                                     | –                            | –                            | 1                            | 15                           | –                            | 1                            | Nie zatrzyma nikt                      |
| 2007                                            | „Świat się pomylił”                                               | 3                            | –                            | 1                            | 9                            | –                            | 1                            | Świat się pomylił                      |
| 2007                                            | „Zaćmienie serca”                                                 | –                            | –                            | 1                            | –                            | –                            | 10                           | Świat się pomylił                      |
| 2007                                            | „Jeszcze raz” (radio edit)                                        | 55                           | 2                            | 1                            | 3                            | –                            | –                            | Jeszcze raz (ścieżka dźwiękowa)        |
| 2008                                            | „Kilka prostych prawd”                                            | –                            | –                            | 1                            | 9                            | –                            | 1                            | Świat się pomylił                      |
| 2008                                            | „Deszcz”                                                          | –                            | –                            | 1                            | 10                           | –                            | 2                            | Świat się pomylił                      |
| 2009                                            | „Z tobą” (gościnnie: Grzegorz Markowski)                          | –                            | –                            | –                            | –                            | –                            | 2                            | Świat się pomylił                      |
| 2010                                            | „Księżycowy”                                                      | 3                            | 2                            | 1                            | 3                            | –                            | 1                            | Patrycja Markowska                     |
| 2010                                            | „Hallo, hallo”                                                    | 4                            | 1                            | 1                            | 36                           | –                            | 1                            | Patrycja Markowska                     |
| 2010                                            | „Trzeba żyć” (oraz Perfect)                                       | –                            | –                            | –                            | –                            | 22                           | –                            | XXX                                    |
| 2011                                            | „Ostatni”                                                         | 5                            | 3                            | 1                            | 40                           | –                            | 1                            | Patrycja Markowska                     |
| 2011                                            | „Tylko mnie nie strasz”                                           | –                            | 1                            | 1                            | 17                           | –                            | 1                            | Patrycja Markowska                     |
| 2013                                            | „Alter Ego”                                                       | –                            | –                            | –                            | 16                           | 3                            | –                            | Alter Ego                              |
| 2013                                            | „Dzień za dniem”                                                  | –                            | 1                            | 1                            | 7                            | –                            | 5                            | Alter Ego                              |
| 2013                                            | „Wielokropek”                                                     | –                            | 1                            | 3                            | 11                           | 13                           | –                            | Alter Ego                              |
| 2014                                            | „Ocean” (gościnnie: Artur Gadowski)                               | 20                           | 1                            | 2                            | 35                           | 4                            | 1                            | Alter Ego                              |
| 2014                                            | „Nim się zamienisz w żart”                                        | –                            | 2                            | –                            | 13                           | –                            | –                            | Alter Ego                              |
| 2015                                            | „Piąte: Nie odchodź”                                              | –                            | –                            | –                            | –                            | 30                           | –                            | Piąte: Nie odchodź (ścieżka dźwiękowa) |
| 2015                                            | „NaNaNa (wszystko gra)”                                           | –                            | –                            | –                            | 47                           | 25                           | –                            | Patrycja Markowska Na Żywo             |
| 2015                                            | „Nawigacja”                                                       | 22                           | 1                            | –                            | –                            | –                            | 7                            | Kalendarz dżentelmeni 2016             |
| 2017                                            | „Kochaina”                                                        | –                            | –                            | –                            | –                            | –                            | 4                            | Krótka płyta o miłości                 |
| 2017                                            | „Za nas dwoje”                                                    | –                            | –                            | –                            | 39                           | –                            | 1                            | Krótka płyta o miłości                 |
| 2018                                            | „Czy przyjdzie wiosna”                                            | –                            | –                            | –                            | –                            | 50                           | 10                           | Krótka płyta o miłości                 |
| 2018                                            | „Lalka”                                                           | –                            | –                            | –                            | 47                           | –                            | –                            | Krótka płyta o miłości                 |
| 2018                                            | „Na szczycie” (oraz Grzegorz Markowski, gościnnie: Sound’n’Grace) | –                            | –                            | –                            | 4                            | 11                           | 2                            | Droga                                  |
| 2019                                            | „Lustro” (oraz Grzegorz Markowski)                                | 26                           | 1                            | 4                            | 14                           | 2                            | 6                            | Droga                                  |
| 2019                                            | „Coraz mniej”                                                     | –                            | –                            | –                            | –                            | 37                           | –                            | Droga                                  |
| 2020                                            | „Niepoprawna”                                                     | 9                            | 1                            | 1                            | 7                            | –                            | 1                            | Wilczy pęd                             |
| 2020                                            | „Pod wiatr”                                                       | –                            | –                            | –                            | 31                           | –                            | –                            | Wilczy pęd                             |
| 2022                                            | „Wilczy pęd”                                                      | –                            | –                            | –                            | –                            | –                            | –                            | Wilczy pęd                             |
| 2022                                            | „Kieszenie”                                                       | –                            | –                            | –                            | –                            | –                            | –                            | Wilczy pęd                             |
| 2022                                            | „Aż do rana” (oraz Robert Gawliński)                              | –                            | –                            | –                            | –                            | –                            | –                            | Wilczy pęd                             |
| 2022                                            | „Bezczas”                                                         | –                            | –                            | –                            | –                            | –                            | –                            | Wilczy pęd                             |
| 2024                                            | „Chłopiec” (z Sebastianem Fabijańskim i Sariusem)                 | –                            | –                            | –                            | –                            | –                            | –                            | –                                      |
| 2024                                            | „Miłość wiara nadzieja”                                           | –                            | –                            | –                            | –                            | –                            | –                            | Obłęd                                  |
| 2025                                            | „Karminowy”                                                       | –                            | –                            | –                            | –                            | –                            | –                            | Obłęd                                  |
| 2025                                            | „Obłęd”                                                           | –                            | –                            | –                            | –                            | –                            | –                            | Obłęd                                  |
| 2025                                            | „Ślady”                                                           | –                            | –                            | –                            | –                            | –                            | –                            | Obłęd                                  |
| „–” singel nie był notowany notowany na liście. |                                                                   |                              |                              |                              |                              |                              |                              |                                        |

Single promocyjne
| Rok                                             | Tytuł                                                        | Najwyższa pozycja na liście | Album                  |
| Rok                                             | Tytuł                                                        | LP3                         | Album                  |
| ----------------------------------------------- | ------------------------------------------------------------ | --------------------------- | ---------------------- |
| 2008                                            | „Wolna naprawdę”                                             | –                           | Świat się pomylił      |
| 2011                                            | „W hotelowych korytarzach”                                   | 26                          | Patrycja Markowska     |
| 2017                                            | „Bezustannie” (gościnnie: Ray Wilson)                        | –                           | Krótka płyta o miłości |
| 2017                                            | „Wyznanie” (gościnnie: Leszek Możdżer)                       | –                           | Krótka płyta o miłości |
| 2017                                            | „Byś spojrzał na mnie” (gościnnie: Marek Dyjak)              | –                           | Krótka płyta o miłości |
| 2017                                            | „Nie potrzeba mi nic więcej” (gościnnie: Grzegorz Skawiński) | –                           | Krótka płyta o miłości |
| 2019                                            | „Aż po horyzont” (oraz Grzegorz Markowski)                   | –                           | Droga                  |
| 2019                                            | „Echem zostawimy ślad” (oraz Grzegorz Markowski)             | –                           | Droga                  |
| 2020                                            | „W ramionach” (oraz Dawid Dubajka)                           | –                           | –                      |
| „–” singel nie był notowany notowany na liście. |                                                              |                             |                        |

## Teledyski
| Rok  | Tytuł                                            | Album                                     |
| ---- | ------------------------------------------------ | ----------------------------------------- |
| 2000 | „Musisz być pierwszy”                            | Będę silna                                |
| 2001 | „Drogi kolego”                                   | Będę silna                                |
| 2001 | „Eliksir życia”                                  | Będę silna                                |
| 2001 | „Opętanie”                                       | Będę silna                                |
| 2003 | „Z Twoich rąk”                                   | Mój czas                                  |
| 2003 | „Kameleon”                                       | Mój czas                                  |
| 2004 | „Tak o mnie walcz”                               | Nie zatrzyma nikt                         |
| 2005 | „Gdy zgasną światła”                             | Nie zatrzyma nikt                         |
| 2005 | „Nie zatrzyma nikt”                              | Nie zatrzyma nikt                         |
| 2005 | „4 ściany”                                       | Nie zatrzyma nikt                         |
| 2007 | „Świat się pomylił”                              | Świat się pomylił                         |
| 2007 | „Zaćmienie serca”                                | Świat się pomylił                         |
| 2007 | „Jeszcze raz”                                    | Jeszcze raz (ścieżka dźwiękowa)           |
| 2008 | „Kilka prostych prawd”                           | Świat się pomylił                         |
| 2008 | „Deszcz”                                         | Świat się pomylił                         |
| 2010 | „Księżycowy”                                     | Patrycja Markowska                        |
| 2010 | „Hallo, hallo”                                   | Patrycja Markowska                        |
| 2011 | „Ostatni”                                        | Patrycja Markowska                        |
| 2011 | „Tylko mnie nie strasz”                          | Patrycja Markowska                        |
| 2011 | „W hotelowych korytarzach”                       | Patrycja Markowska                        |
| 2013 | „Alter Ego”                                      | Alter Ego                                 |
| 2013 | „Dzień za dniem”                                 | Alter Ego                                 |
| 2013 | „Wielokropek”                                    | Alter Ego                                 |
| 2014 | „Ocean”                                          | Alter Ego                                 |
| 2014 | „Nim się zamienisz w żart”                       | Alter Ego                                 |
| 2015 | „Po piąte: Nie odchodź”                          | Po piąte: Nie odchodź (ścieżka dźwiękowa) |
| 2015 | „Nanana (Wszystko gra)”                          | Patrycja Markowska Na Żywo                |
| 2015 | „Nawigacja”                                      | Krótka płyta o miłości                    |
| 2017 | „Bezustannie” (teledysk tekstowy)                | Krótka płyta o miłości                    |
| 2017 | „Wyznanie” (teledysk tekstowy)                   | Krótka płyta o miłości                    |
| 2017 | „Byś spojrzał na mnie” (teledysk tekstowy)       | Krótka płyta o miłości                    |
| 2017 | „Nie potrzeba mi nic więcej” (teledysk tekstowy) | Krótka płyta o miłości                    |
| 2017 | „Kochaina”                                       | Krótka płyta o miłości                    |
| 2017 | „Za nas dwoje”                                   | Krótka płyta o miłości                    |
| 2018 | „Czy przyjdzie wiosna”                           | Krótka płyta o miłości                    |
| 2018 | „Lalka”                                          | Krótka płyta o miłości                    |
| 2018 | „Na szczycie”                                    | Droga                                     |
| 2019 | „Lustro”                                         | Droga                                     |
| 2019 | „Aż po horyzont”                                 | Droga                                     |
| 2019 | „Echem zostawimy ślad”                           | Droga                                     |
| 2019 | „Coraz mniej”                                    | Droga                                     |
| 2020 | „W ramionach”                                    | –                                         |
| 2020 | „Pod wiatr” (teledysk tekstowy)                  | Wilczy pęd                                |
| 2021 | „Więcej”                                         | Dialog 2                                  |
| 2022 | „Wilczy pęd”                                     | Wilczy pęd                                |
| 2022 | „Na zakończenie dnia”                            | Wilczy pęd                                |
| 2022 | „Kieszenie”                                      | Wilczy pęd                                |
| 2022 | „Aż do rana” (teledysk tekstowy)                 | Wilczy pęd                                |
| 2022 | „Bezczas”                                        | Wilczy pęd                                |
| 2023 | „Jestem” (teledysk tekstowy)                     | Wilczy pęd                                |
| 2024 | „Chłopiec”                                       | –                                         |
| 2024 | „Miłość wiara nadzieja”                          | Obłęd                                     |
| 2025 | „Karminowy”                                      | Obłęd                                     |
| 2025 | „Obłęd”                                          | Obłęd                                     |
| 2025 | „Ślady” (teledysk tekstowy)                      | Obłęd                                     |

## Nagrody i nominacje
| Konkurs                                    | Rok  | Kategoria                                        | Rezultat   |
| ------------------------------------------ | ---- | ------------------------------------------------ | ---------- |
| Eska Music Awards                          | 2006 | Artystka roku – Polska                           | Nominacja  |
| Eska Music Awards                          | 2008 | Artystka roku – Polska                           | Wygrana    |
| Eska Music Awards                          | 2008 | Album roku – Polska (Świat się pomylił)          | Nominacja  |
| Eska Music Awards                          | 2008 | Hit roku – Polska („Świat się pomylił”)          | Nominacja  |
| Eska Music Awards                          | 2008 | Video roku Eska.pl („Świat się pomylił”)         | Nominacja  |
| Eska Music Awards                          | 2009 | Artystka roku – Polska                           | Nominacja  |
| Eska Music Awards                          | 2011 | Artystka roku – Polska                           | Nominacja  |
| Fryderyki                                  | 2001 | Nowa twarz fonografii                            | Nominacja  |
| Kobieta Roku Glamour                       | 2007 | Piosenkarka                                      | Nominacja  |
| Kobieta Roku Glamour                       | 2008 | Showbiznes                                       | Wygrana    |
| Krajowy Festiwal Piosenki Polskiej w Opolu | 2004 | Premiery („Tak o mnie walcz”)                    | Nominacja  |
| Krajowy Festiwal Piosenki Polskiej w Opolu | 2007 | Premiery („Świat się pomylił”)                   | Wygrana    |
| Krajowy Festiwal Piosenki Polskiej w Opolu | 2007 | Nagroda dziennikarzy                             | Wygrana    |
| Krajowy Festiwal Piosenki Polskiej w Opolu | 2025 | Premiery („Miłość, wiara, nadzieja”)             | Nominacja  |
| Róże Gali                                  | 2008 | Piękne pary (oraz Jacek Kopczyński)              | Nominacja  |
| Róże Gali                                  | 2019 | Muzyka (za album Droga z Grzegorzem Markowskim)  | Wygrana    |
| Superjedynki                               | 2008 | Artysta roku                                     | Nominacja  |
| Superjedynki                               | 2008 | Płyta roku (Świat się pomylił)                   | Nominacja  |
| Superjedynki                               | 2008 | Przebój roku („Jeszcze raz”)                     | Nominacja  |
| Superjedynki                               | 2011 | SuperPrzebój („Ostatni”)                         | 2. miejsce |
| Superjedynki                               | 2011 | SuperArtysta                                     | Nominacja  |
| Superjedynki                               | 2012 | SuperArtystka                                    | Nominacja  |
| Superjedynki                               | 2025 | Całokształt                                      | Wygrana    |
| Telekamery                                 | 2011 | Muzyka                                           | 2. miejsce |
| Teraz Najlepsi                             | 2023 | Polska płyta roku 2022 (Wilczy pęd)              | 4. miejsce |
| Teraz Najlepsi                             | 2023 | Polski przebój roku 2022 („Na zakończenie dnia”) | 2. miejsce |
| TOPtrendy                                  | 2009 | Artysta Top                                      | 9. miejsce |
| TOPtrendy                                  | 2014 | Największy przebój roku („Dzień za dniem”)       | Nominacja  |
| Viva Comet Awards                          | 2008 | Artystka roku                                    | Nominacja  |
| Złote Dzioby                               | 2007 | Przebój roku („Świat się pomylił”)               | Wygrana    |
| Złote Dzioby                               | 2008 | Wokalistka roku                                  | Nominacja  |
| Złote Dzioby                               | 2008 | Przebój roku („Jeszcze raz”)                     | Nominacja  |